# Rallye Dakar 2012

Streckenverlauf der Rallye Dakar 2012

Die Rallye Dakar 2012 (Argentina-Chile-Peru) war die 34. Austragung der Rallye Dakar und die 33., die tatsächlich ausgefahren wurde. Sie fand zum vierten Mal in Südamerika statt.
Die Rallye startete am 1. Januar in Mar del Plata und endete am 15. Januar in Lima.
Insgesamt gingen 443 Fahrzeuge an den Start, davon 178 Motorräder, 30 Quads, 161 Autos und 74 Lastwagen.

## Route
Die Route weist in mehrerlei Hinsicht gravierende Änderungen im Vergleich zu den vorigen Jahren auf.
Nachdem die Rallye in den drei Jahren zuvor ausschließlich in Argentinien und Chile ausgetragen wurde, führte die Strecke nun auch durch Teile Perus.
Bei allen bisherigen Südamerika-Austragungen wurde die Rallye stets in Form einer Schleife mit Start und Ziel in Buenos Aires veranstaltet. 2012 wurde die Rallye Dakar erstmals als Punkt-zu-Punkt-Rennen mit unterschiedlichen Start- und Zielorten abgehalten.
| 1  | 1. Januar  | Mar del Plata          | Santa Rosa de la Pampa | 796                | 60                 | 856                |                    |                    |                    |                    |                    |
| 2  | 2. Januar  | Santa Rosa de la Pampa | San Rafael             | 486                | 290                | 776                |                    |                    |                    |                    |                    |
| 3  | 3. Januar  | San Rafael             | San Juan               | 293                | 208                | 501                |                    |                    |                    |                    |                    |
| 4  | 4. Januar  | San Juan               | Chilecito              | 388                | 326                | 714                |                    |                    |                    |                    |                    |
| 5  | 5. Januar  | Chilecito              | Fiambalá               | 246                | 177                | 423                |                    |                    |                    |                    |                    |
| 6  | 6. Januar  | Fiambalá               | Copiapó                | 394                | 247                | 641                |                    |                    |                    |                    |                    |
| 7  | 7. Januar  | Copiapó                | Copiapó                | 154                | 444                | 598                |                    |                    |                    |                    |                    |
|    | 8. Januar  | Ruhetag in Copiapó     | Ruhetag in Copiapó     | Ruhetag in Copiapó | Ruhetag in Copiapó | Ruhetag in Copiapó | Ruhetag in Copiapó | Ruhetag in Copiapó | Ruhetag in Copiapó | Ruhetag in Copiapó | Ruhetag in Copiapó |
| 8  | 9. Januar  | Copiapó                | Antofagasta            | 209                | 477                | 686                |                    |                    |                    |                    |                    |
| 9  | 10. Januar | Antofagasta            | Iquique                | 9                  | 557                | 566                |                    |                    |                    |                    |                    |
| 10 | 11. Januar | Iquique                | Arica                  | 317                | 377                | 694                |                    |                    |                    |                    |                    |
| 11 | 12. Januar | Arica                  | Arequipa               | 120                | 478                | 598                |                    |                    |                    |                    |                    |
| 12 | 13. Januar | Arequipa               | Nazca                  | 440                | 246                | 686                |                    |                    |                    |                    |                    |
| 13 | 14. Januar | Nasca                  | Pisco                  | 76                 | 276                | 352                |                    |                    |                    |                    |                    |
| 14 | 15. Januar | Pisco                  | Lima                   | 254                | 29                 | 283                |                    |                    |                    |                    |                    |

Hinweis: Die Kilometerangaben beziehen sich jeweils auf die Streckenlänge in der Auto-Wertung. Bei mehreren Etappen gab es jedoch unterschiedliche Streckenlängen für die verschiedenen Fahrzeugklassen, sodass für Lastwagen bzw. Motorräder/Quads teilweise andere Kilometerangaben gelten.

## Etappensieger

### Etappe 1
Motorräder
| Rang | Fahrer            | Fahrzeug | Zeit       |
| ---- | ----------------- | -------- | ---------- |
| 1    | Francisco López   | Aprilia  | 00:32:37   |
| 2    | Marc Coma         | KTM      | + 00:00:14 |
| 3    | Javier Pizzolito  | Honda    | + 00:00:27 |
| 4    | Quinn Alexis Cody | Honda    | + 00:00:30 |
| 5    | Jakub Przygoński  | KTM      | + 00:00:49 |

Quads
| Rang | Fahrer                  | Fahrzeug | Zeit       |
| ---- | ----------------------- | -------- | ---------- |
| 1    | Sergio Lafuente         | Yamaha   | 00:40:13   |
| 2    | Łukasz Łaskawiec        | Yamaha   | + 00:00:33 |
| 3    | Marcos Patronelli       | Yamaha   | + 00:00:54 |
| 4    | Tomas Maffei            | Yamaha   | + 00:01:07 |
| 5    | Pablo Sebastian Copetti | Yamaha   | + 00:01:23 |

Autos
| Rang | Fahrer                                 | Fahrzeug | Zeit       |
| ---- | -------------------------------------- | -------- | ---------- |
| 1    | Leonid Nowizki Andreas Schulz          | Mini     | 00:32:12   |
| 2    | Krzysztof Hołowczyc Jean-Marc Fortin   | Mini     | + 00:00:05 |
| 3    | Stéphane Peterhansel Jean Paul Cottret | Mini     | + 00:00:09 |
| 4    | Giniel de Villiers Dirk von Zitzewitz  | Toyota   | + 00:00:15 |
| 5    | Robby Gordon Johnny Campbell           | Hummer   | + 00:00:49 |

Lastwagen
| Rang | Fahrer                                           | Fahrzeug | Zeit       |
| ---- | ------------------------------------------------ | -------- | ---------- |
| 1    | Marcel van Vliet Bell Peter Serge Bruynkens      | MAN      | 00:37:45   |
| 2    | Gerard de Rooy Darek Rodewald Tom Colsoul        | Iveco    | + 00:00:26 |
| 3    | Franz Echter Detlef Ruf Artur Klein              | MAN      | + 00:00:56 |
| 4    | Miki Biasion Michel Huisman Giorgio Albiero      | Iveco    | + 00:01:06 |
| 5    | Artur Ardavichus Alexei Kuzmich Nurlan Turlubaev | KAMAZ    | + 00:01:16 |

### Etappe 2
Motorräder
| Rang | Fahrer            | Fahrzeug  | Zeit       |
| ---- | ----------------- | --------- | ---------- |
| 1    | Marc Coma         | KTM       | 03:07:21   |
| 2    | Cyril Despres     | KTM       | + 00:01:18 |
| 3    | Joan Barreda Bort | Husqvarna | + 00:02:33 |
| 4    | Francisco Lopez   | Aprilia   | + 00:02:44 |
| 5    | Jakub Przygoński  | KTM       | + 00:04:17 |

Quads
| Rang | Fahrer               | Fahrzeug | Zeit       |
| ---- | -------------------- | -------- | ---------- |
| 1    | Sergio Lafuente      | Yamaha   | 03:49:56   |
| 2    | Alejandro Patronelli | Yamaha   | + 00:04:08 |
| 3    | Tomas Maffei         | Yamaha   | + 00:08:35 |
| 4    | Marcos Patronelli    | Yamaha   | + 00:08:54 |
| 5    | Lucas Bonetto        | Honda    | + 00:14:23 |

Autos
| Rang | Fahrer                                 | Fahrzeug | Zeit       |
| ---- | -------------------------------------- | -------- | ---------- |
| 1    | Nasser Al-Attiyah Lucas Cruz           | Hummer   | 02:47:18   |
| 2    | Stéphane Peterhansel Jean Paul Cottret | Mini     | + 00:00:54 |
| 3    | Robby Gordon Johnny Campbell           | Hummer   | + 00:02:42 |
| 4    | Krzysztof Holowczyc Jean-Marc Fortin   | Mini     | + 00:03:31 |
| 5    | Nani Roma Michel Périn                 | Mini     | + 00:04:15 |

Lastwagen
| Rang | Fahrer                                            | Fahrzeug | Zeit       |
| ---- | ------------------------------------------------- | -------- | ---------- |
| 1    | Gerard de Rooy Darek Rodewald Tom Colsoul         | Iveco    | 03:10:00   |
| 2    | Eduard Nikolajew Sergei Sawostin Wladimir Rybakow | KAMAZ    | + 00:03:21 |
| 3    | Hans Stacey Hans van Goor Bernard der Kinderen    | Iveco    | + 00:04:56 |
| 4    | Airat Mardejew Anton Schibalow Aidar Beljajew     | KAMAZ    | + 00:04:58 |
| 5    | Aleš Loprais Petr Almáši Michal Ernst             | Tatra    | + 00:06:07 |

### Etappe 3
Motorräder
| Rang | Fahrer           | Fahrzeug  | Zeit       |
| ---- | ---------------- | --------- | ---------- |
| 1    | Cyril Despres    | Aprilia   | 03:48:38   |
| 2    | Frans Verhoeven  | Sherco    | + 00:08:37 |
| 3    | Paulo Gonçalves  | Husqvarna | + 00:08:39 |
| 4    | Hélder Rodrigues | Yamaha    | + 00:10:03 |
| 5    | David Casteu     | Yamaha    | + 00:11:42 |

Quads
| Rang | Fahrer                  | Fahrzeug | Zeit       |
| ---- | ----------------------- | -------- | ---------- |
| 1    | Pablo Sebastian Copetti | Yamaha   | 04:47:53   |
| 2    | Marcos Patronelli       | Yamaha   | + 00:05:36 |
| 3    | Tomas Maffei            | Yamaha   | + 00:07:28 |
| 4    | Alejandro Patronelli    | Yamaha   | + 00:07:55 |
| 5    | Ignacio Casale          | Yamaha   | + 00:17:28 |

Autos
| Rang | Fahrer                                | Fahrzeug | Zeit       |
| ---- | ------------------------------------- | -------- | ---------- |
| 1    | Nani Roma Michel Périn                | Mini     | 02:26:51   |
| 2    | Krzysztof Holowczyc Jean-Marc Fortin  | Mini     | + 00:01:09 |
| 3    | Nasser Al-Attiyah Lucas Cruz          | Hummer   | + 00:01:29 |
| 4    | Giniel De Villiers Dirk von Zitzewitz | Toyota   | + 00:01:33 |
| 5    | Robby Gordon Johnny Campbell          | Hummer   | + 00:02:08 |

Lastwagen
| Rang | Fahrer                                           | Fahrzeug | Zeit       |
| ---- | ------------------------------------------------ | -------- | ---------- |
| 1    | Miki Biasion Michel Huisman Giorgio Albiero      | Iveco    | 02:50:53   |
| 2    | Artur Ardavichus Alexei Kuzmich Nurlan Turlubaev | KAMAZ    | + 00:01:09 |
| 3    | Andrei Karginow Igor Dewjatkin Andrei Mokejew    | KAMAZ    | + 00:02:19 |
| 4    | Aleš Loprais Petr Almáši Michal Ernst            | Tatra    | + 00:03:34 |
| 5    | Hans Stacey Hans van Goor Bernard der Kinderen   | Iveco    | + 00:04:37 |

### Etappe 4
Motorräder
| Rang | Fahrer           | Fahrzeug  | Zeit       |
| ---- | ---------------- | --------- | ---------- |
| 1    | Marc Coma        | KTM       | 04:16:43   |
| 2    | Cyril Despres    | KTM       | + 00:02:02 |
| 3    | Frans Verhoeven  | Sherco    | + 00:08:26 |
| 4    | Hélder Rodrigues | Yamaha    | + 00:09:01 |
| 5    | Paulo Gonçalves  | Husqvarna | + 00:11:18 |

Quads
| Rang | Fahrer               | Fahrzeug | Zeit       |
| ---- | -------------------- | -------- | ---------- |
| 1    | Tomas Maffei         | Yamaha   | 05:13:30   |
| 2    | Alejandro Patronelli | Yamaha   | + 00:05:33 |
| 3    | Marcos Patronelli    | Yamaha   | + 00:07:56 |
| 4    | Ignacio Casale       | Yamaha   | + 00:28:36 |
| 5    | Lucas Bonetto        | Honda    | + 00:31:27 |

Autos
| Rang | Fahrer                                 | Fahrzeug | Zeit       |
| ---- | -------------------------------------- | -------- | ---------- |
| 1    | Stéphane Peterhansel Jean Paul Cottret | Mini     | 03:49:33   |
| 2    | Orlando Terranova Andy Grider          | Toyota   | + 00:05:19 |
| 3    | Giniel De Villiers Dirk von Zitzewitz  | Toyota   | + 00:06:42 |
| 4    | Nani Roma Michel Périn                 | Mini     | + 00:07:35 |
| 5    | Krzysztof Holowczyc Jean-Marc Fortin   | Mini     | + 00:10:51 |

Lastwagen
| Rang | Fahrer                                            | Fahrzeug | Zeit       |
| ---- | ------------------------------------------------- | -------- | ---------- |
| 1    | Gerard de Rooy Darek Rodewald Tom Colsoul         | Iveco    | 04:22:12   |
| 2    | Hans Stacey Hans van Goor Bernard der Kinderen    | Iveco    | + 00:01:13 |
| 3    | Miki Biasion Michel Huisman Giorgio Albiero       | Iveco    | + 00:01:43 |
| 4    | Marcel van Vliet Bell Peter Serge Bruynkens       | MAN      | + 00:06:22 |
| 5    | Eduard Nikolajew Sergei Sawostin Wladimir Rybakow | KAMAZ    | + 00:08:16 |

### Etappe 5
Motorräder
| Rang | Fahrer            | Fahrzeug  | Zeit       |
| ---- | ----------------- | --------- | ---------- |
| 1    | Cyril Despres     | KTM       | 02:28:33   |
| 2    | Marc Coma         | KTM       | + 00:01:41 |
| 3    | Joan Barreda Bort | Husqvarna | + 00:12:42 |
| 4    | Štefan Svitko     | KTM       | + 00:13:55 |
| 5    | Jordi Viladoms    | KTM       | + 00:14:17 |

Quads
| Rang | Fahrer               | Fahrzeug | Zeit       |
| ---- | -------------------- | -------- | ---------- |
| 1    | Marcos Patronelli    | Yamaha   | 02:58:37   |
| 2    | Alejandro Patronelli | Yamaha   | + 00:01:51 |
| 3    | Tomas Maffei         | Yamaha   | + 00:04:08 |
| 4    | Lucas Bonetto        | Honda    | + 00:26:41 |
| 5    | Rodrigo Ramirez      | Can-Am   | + 00:40:32 |

Autos
| Rang | Fahrer                                 | Fahrzeug | Zeit       |
| ---- | -------------------------------------- | -------- | ---------- |
| 1    | Krzysztof Holowczyc Jean-Marc Fortin   | Mini     | 02:10:51   |
| 2    | Robby Gordon Johnny Campbell           | Hummer   | + 00:01:01 |
| 3    | Stéphane Peterhansel Jean Paul Cottret | Mini     | + 00:03:52 |
| 4    | Nani Roma Michel Périn                 | Mini     | + 00:07:47 |
| 5    | Leonid Nowizki Andreas Schulz          | Mini     | + 00:08:18 |

Lastwagen
| Rang | Fahrer                                           | Fahrzeug | Zeit       |
| ---- | ------------------------------------------------ | -------- | ---------- |
| 1    | Gerard de Rooy Darek Rodewald Tom Colsoul        | Iveco    | 02:34:30   |
| 2    | Aleš Loprais Petr Almáši Michal Ernst            | Tatra    | + 00:00:14 |
| 3    | Miki Biasion Michel Huisman Giorgio Albiero      | Iveco    | + 00:01:19 |
| 4    | Hans Stacey Hans van Goor Bernard der Kinderen   | Iveco    | + 00:01:39 |
| 5    | Artur Ardavichus Alexei Kuzmich Nurlan Turlubaev | KAMAZ    | + 00:14:35 |

### Etappe 6
Die sechste Etappe ist aufgrund starker Regen- und Schneefälle in der Andenregion im Grenzgebiet von Argentinien und Chile kurzfristig abgesagt worden. Des Weiteren wurde der auf 4700 m Höhe gelegene Grenzübergang am Paso de San Francisco geschlossen. Um 8 Uhr Ortszeit hat sich ein Konvoi aus allen an der Rallye beteiligten Fahrzeugen auf den Weg ins Biwak nach Copiapó gemacht, wo am Samstag planmäßig die 7. Etappe ausgetragen wurde.

### Etappe 7
Motorräder
| Rang | Fahrer           | Fahrzeug  | Zeit       |
| ---- | ---------------- | --------- | ---------- |
| 1    | Marc Coma        | KTM       | 03:51:35   |
| 2    | Cyril Despres    | KTM       | + 00:02:03 |
| 3    | Paulo Gonçalves  | Husqvarna | + 00:02:49 |
| 4    | Hélder Rodrigues | Yamaha    | + 00:03:46 |
| 5    | Gerard Farrés    | KTM       | + 00:06:50 |

Quads
| Rang | Fahrer               | Fahrzeug | Zeit       |
| ---- | -------------------- | -------- | ---------- |
| 1    | Alejandro Patronelli | Yamaha   | 04:36:16   |
| 2    | Ignacio Casale       | Yamaha   | + 00:17:10 |
| 3    | Sergio Lafuente      | Yamaha   | + 00:33:59 |
| 4    | Rodrigo Ramirez      | Can-Am   | + 00:38:39 |
| 5    | Emiliano Fuenzalida  | Yamaha   | + 00:41:31 |

Autos
| Rang | Fahrer                                 | Fahrzeug | Zeit       |
| ---- | -------------------------------------- | -------- | ---------- |
| 1    | Nasser Al-Attiyah Lucas Cruz           | Hummer   | 03:26:57   |
| 2    | Robby Gordon Johnny Campbell           | Hummer   | + 00:07:30 |
| 3    | Stéphane Peterhansel Jean Paul Cottret | Mini     | + 00:07:53 |
| 4    | Krzysztof Holowczyc Jean-Marc Fortin   | Mini     | + 00:14:57 |
| 5    | Nani Roma Michel Périn                 | Mini     | + 00:15:19 |

Lastwagen
| Rang | Fahrer                                             | Fahrzeug | Zeit       |
| ---- | -------------------------------------------------- | -------- | ---------- |
| 1    | Gerard de Rooy Darek Rodewald Tom Colsoul          | Iveco    | 04:20:32   |
| 2    | Aleš Loprais Petr Almáši Michal Ernst              | Tatra    | + 00:03:59 |
| 3    | Andrei Karginow Igor Dewjatkin Andrei Mokejew      | KAMAZ    | + 00:16:32 |
| 4    | Artur Ardavichus Alexei Kuzmich Nurlan Turlubaev   | KAMAZ    | + 00:17:37 |
| 5    | Wulfert van Ginkel Daniel Bruinsma Richard de Rooy | Ginaf    | + 00:17:54 |

### Etappe 8
Motorräder
| Rang | Fahrer                  | Fahrzeug  | Zeit       |
| ---- | ----------------------- | --------- | ---------- |
| 1    | Marc Coma               | KTM       | 05:03:52   |
| 2    | Pål Anders Ullevålseter | KTM       | + 00:01:55 |
| 3    | Ruben Faria             | KTM       | + 00:07:00 |
| 4    | Hélder Rodrigues        | Yamaha    | + 00:07:10 |
| 5    | Joan Barreda Bort       | Husqvarna | + 00:08:44 |

Quads
| Rang | Fahrer               | Fahrzeug | Zeit       |
| ---- | -------------------- | -------- | ---------- |
| 1    | Marcos Patronelli    | Yamaha   | 06:14:07   |
| 2    | Alejandro Patronelli | Yamaha   | + 00:02:38 |
| 3    | Tomas Maffei         | Yamaha   | + 00:09:50 |
| 4    | Ignacio Casale       | Yamaha   | + 00:19:03 |
| 5    | Sergio Lafuente      | Yamaha   | + 00:31:30 |

Autos
| Rang | Fahrer                                 | Fahrzeug | Zeit       |
| ---- | -------------------------------------- | -------- | ---------- |
| 1    | Nani Roma Michel Périn                 | Mini     | 04:25:44   |
| 2    | Robby Gordon Johnny Campbell           | Hummer   | + 00:00:05 |
| 3    | Krzysztof Holowczyc Jean-Marc Fortin   | Mini     | + 00:02:04 |
| 4    | Stéphane Peterhansel Jean Paul Cottret | Mini     | + 00:05:38 |
| 5    | Nasser Al-Attiyah Lucas Cruz           | Hummer   | + 00:08:09 |

Lastwagen
| Rang | Fahrer                                           | Fahrzeug | Zeit       |
| ---- | ------------------------------------------------ | -------- | ---------- |
| 1    | Aleš Loprais Petr Almáši Michal Ernst            | Tatra    | 05:07:17   |
| 2    | Gerard de Rooy Darek Rodewald Tom Colsoul        | Iveco    | + 00:01:31 |
| 3    | Miki Biasion Michel Huisman Giorgio Albiero      | Iveco    | + 00:12:20 |
| 4    | Artur Ardavichus Alexei Kuzmich Nurlan Turlubaev | KAMAZ    | + 00:13:56 |
| 5    | Hans Stacey Hans van Goor Bernard der Kinderen   | Iveco    | + 00:16:23 |

### Etappe 9
Motorräder
| Rang | Fahrer           | Fahrzeug | Zeit       |
| ---- | ---------------- | -------- | ---------- |
| 1    | Hélder Rodrigues | Yamaha   | 05:16:17   |
| 2    | Cyril Despres    | KTM      | + 00:03:16 |
| 3    | Štefan Svitko    | KTM      | + 00:04:35 |
| 4    | Jordi Viladoms   | KTM      | + 00:05:58 |
| 5    | Frans Verhoeven  | Sherco   | + 00:07:02 |

Quads
| Rang | Fahrer               | Fahrzeug | Zeit       |
| ---- | -------------------- | -------- | ---------- |
| 1    | Alejandro Patronelli | Yamaha   | 06:21:18   |
| 2    | Marcos Patronelli    | Yamaha   | + 00:01:02 |
| 3    | Tomas Maffei         | Yamaha   | + 00:44:07 |
| 4    | Sergio Lafuente      | Yamaha   | + 00:49:32 |
| 5    | Roberto Tonetti      | Yamaha   | + 00:51:26 |

Autos
| Rang | Fahrer                                 | Fahrzeug | Zeit       |
| ---- | -------------------------------------- | -------- | ---------- |
| 1    | Robby Gordon Johnny Campbell           | Hummer   | 04:35:21   |
| 2    | Stéphane Peterhansel Jean Paul Cottret | Mini     | + 00:01:38 |
| 3    | Nani Roma Michel Périn                 | Mini     | + 00:08:37 |
| 4    | Krzysztof Holowczyc Jean-Marc Fortin   | Mini     | + 00:10:35 |
| 5    | Ricardo Leal Dos Santos Paulo Fiúza    | Mini     | + 00:15:23 |

Lastwagen
| Rang | Fahrer                                            | Fahrzeug | Zeit       |
| ---- | ------------------------------------------------- | -------- | ---------- |
| 1    | Miki Biasion Michel Huisman Giorgio Albiero       | Iveco    | 05:29:02   |
| 2    | Hans Stacey Hans van Goor Bernard der Kinderen    | Iveco    | + 00:00:20 |
| 3    | Gerard de Rooy Darek Rodewald Tom Colsoul         | Iveco    | + 00:00:54 |
| 4    | Artur Ardavichus Alexei Kuzmich Nurlan Turlubaev  | KAMAZ    | + 00:08:54 |
| 5    | Pep Vila Roca Moisès Torrallardona Peter van Eerd | Iveco    | + 00:20:19 |

### Etappe 10
Motorräder
| Rang | Fahrer            | Fahrzeug  | Zeit       |
| ---- | ----------------- | --------- | ---------- |
| 1    | Joan Barreda Bort | Husqvarna | 04:18:43   |
| 2    | Marc Coma         | KTM       | + 00:01:32 |
| 3    | Cyril Despres     | KTM       | + 00:03:39 |
| 4    | Hélder Rodrigues  | Yamaha    | + 00:05:16 |
| 5    | Jordi Viladoms    | KTM       | + 00:08:48 |

Quads
| Rang | Fahrer               | Fahrzeug | Zeit       |
| ---- | -------------------- | -------- | ---------- |
| 1    | Tomas Maffei         | Yamaha   | 05:10:08   |
| 2    | Marcos Patronelli    | Yamaha   | + 00:12:56 |
| 3    | Alejandro Patronelli | Yamaha   | + 00:13:26 |
| 4    | Ignacio Casale       | Yamaha   | + 00:21:00 |
| 5    | Sergio Lafuente      | Yamaha   | + 00:32:27 |

Autos
| Rang | Fahrer                                 | Fahrzeug   | Zeit       |
| ---- | -------------------------------------- | ---------- | ---------- |
| 1    | Nani Roma Michel Périn                 | Mini       | 03:59:37   |
| 2    | Stéphane Peterhansel Jean Paul Cottret | Mini       | + 00:00:21 |
| 3    | Giniel De Villiers Dirk von Zitzewitz  | Toyota     | + 00:07:44 |
| 4    | Robby Gordon Johnny Campbell           | Hummer     | + 00:14:14 |
| 5    | Bernhar Ten Brinke Matthieu Baumel     | Mitsubishi | + 00:29:47 |

Lastwagen
| Rang | Fahrer                                           | Fahrzeug | Zeit       |
| ---- | ------------------------------------------------ | -------- | ---------- |
| 1    | Artur Ardavichus Alexei Kuzmich Nurlan Turlubaev | KAMAZ    | 05:06:11   |
| 2    | Andrei Karginow Igor Dewjatkin Andrei Mokejew    | KAMAZ    | + 00:02:18 |
| 3    | Gerard de Rooy Darek Rodewald Tom Colsoul        | Iveco    | + 00:02:23 |
| 4    | Miki Biasion Michel Huisman Giorgio Albiero      | Iveco    | + 00:05:42 |
| 5    | Pep Vila Roca Moi Torrallardona Peter van Eerd   | Iveco    | + 00:11:39 |

### Etappe 11
Motorräder
| Rang | Fahrer            | Fahrzeug  | Zeit       |
| ---- | ----------------- | --------- | ---------- |
| 1    | Cyril Despres     | KTM       | 04:03:37   |
| 2    | Gerard Farrés     | KTM       | + 00:01:39 |
| 3    | Marc Coma         | KTM       | + 00:02:01 |
| 4    | Johnny Aubert     | KTM       | + 00:03:30 |
| 5    | Joan Barreda Bort | Husqvarna | + 00:04:53 |

Quads
| Rang | Fahrer               | Fahrzeug | Zeit       |
| ---- | -------------------- | -------- | ---------- |
| 1    | Alejandro Patronelli | Yamaha   | 04:53:45   |
| 2    | Marcos Patronelli    | Yamaha   | + 00:00:31 |
| 3    | Tomas Maffei         | Yamaha   | + 00:18:57 |
| 4    | Ignacio Casale       | Yamaha   | + 00:57:39 |
| 5    | Roberto Tonetti      | Yamaha   | + 01:03:21 |

Autos
| Rang | Fahrer                                 | Fahrzeug | Zeit       |
| ---- | -------------------------------------- | -------- | ---------- |
| 1    | Stéphane Peterhansel Jean Paul Cottret | Mini     | 03:56:53   |
| 2    | Nani Roma Michel Périn                 | Mini     | + 00:03:44 |
| 3    | Ricardo Leal Dos Santos Paulo Fiúza    | Mini     | + 00:08:56 |
| 4    | Giniel De Villiers Dirk von Zitzewitz  | Toyota   | + 00:09:28 |
| 5    | Leonid Nowizki Andreas Schulz          | Mini     | + 00:10:15 |

Lastwagen
| Rang | Fahrer                                         | Fahrzeug | Zeit       |
| ---- | ---------------------------------------------- | -------- | ---------- |
| 1    | Andrei Karginow Igor Dewjatkin Andrei Mokejew  | KAMAZ    | 03:52:50   |
| 2    | Hans Stacey Hans van Goor Bernard der Kinderen | Iveco    | + 00:03:03 |
| 3    | Miki Biasion Michel Huisman Giorgio Albiero    | Iveco    | + 00:05:02 |
| 4    | Gerard de Rooy Darek Rodewald Tom Colsoul      | Iveco    | + 00:06:32 |
| 5    | Martin Kolomý René Kilián David Kilián         | Tatra    | + 00:13:31 |

### Etappe 12
Motorräder
| Rang | Fahrer            | Fahrzeug  | Zeit       |
| ---- | ----------------- | --------- | ---------- |
| 1    | Marc Coma         | KTM       | 02:24:38   |
| 2    | Joan Barreda Bort | Husqvarna | + 00:02:43 |
| 3    | Jordi Viladoms    | KTM       | + 00:03:10 |
| 4    | Cyril Despres     | KTM       | + 00:03:57 |
| 5    | Paulo Gonçalves   | Husqvarna | + 00:05:25 |

Quads
| Rang | Fahrer               | Fahrzeug | Zeit       |
| ---- | -------------------- | -------- | ---------- |
| 1    | Marcos Patronelli    | Yamaha   | 02:57:29   |
| 2    | Alejandro Patronelli | Yamaha   | + 00:00:42 |
| 3    | Tomas Maffei         | Yamaha   | + 00:13:54 |
| 4    | Sergio Lafuente      | Yamaha   | + 00:16:13 |
| 5    | Ignacio Casale       | Yamaha   | + 00:32:33 |

Autos
| Rang | Fahrer                                | Fahrzeug   | Zeit       |
| ---- | ------------------------------------- | ---------- | ---------- |
| 1    | Robby Gordon Johnny Campbell          | Hummer     | 02:14:32   |
| 2    | Leonid Nowizki Andreas Schulz         | Mini       | + 00:15:18 |
| 3    | Giniel De Villiers Dirk von Zitzewitz | Toyota     | + 00:22:06 |
| 4    | Bernhar Ten Brinke Matthieu Baumel    | Mitsubishi | + 00:23:15 |
| 5    | Nani Roma Michel Périn                | Mini       | + 00:23:38 |

Lastwagen
| Rang | Fahrer                                             | Fahrzeug | Zeit       |
| ---- | -------------------------------------------------- | -------- | ---------- |
| 1    | Gerard de Rooy Darek Rodewald Tom Colsoul          | Iveco    | 02:59:00   |
| 2    | Hans Stacey Hans van Goor Bernard der Kinderen     | Iveco    | + 00:00:32 |
| 3    | Miki Biasion Michel Huisman Giorgio Albiero        | Iveco    | + 00:00:32 |
| 4    | Joseph Adua Ferran Marco Alcayna Marc Torres       | Iveco    | + 00:10:16 |
| 5    | Wulfert van Ginkel Daniel Bruinsma Richard de Rooy | Ginaf    | + 00:15:17 |

### Etappe 13
Motorräder
| Rang | Fahrer            | Fahrzeug  | Zeit       |
| ---- | ----------------- | --------- | ---------- |
| 1    | Hélder Rodrigues  | Yamaha    | 03:21:16   |
| 2    | Cyril Despres     | KTM       | + 00:00:47 |
| 3    | Jordi Viladoms    | KTM       | + 00:03:00 |
| 4    | Joan Barreda Bort | Husqvarna | + 00:05:13 |
| 5    | Paulo Gonçalves   | Husqvarna | + 00:05:46 |

Quads
| Rang | Fahrer               | Fahrzeug | Zeit       |
| ---- | -------------------- | -------- | ---------- |
| 1    | Tomas Maffei         | Yamaha   | 04:00:42   |
| 2    | Sergio Lafuente      | Yamaha   | + 00:07:04 |
| 3    | Alejandro Patronelli | Yamaha   | + 00:08:16 |
| 4    | Marcos Patronelli    | Yamaha   | + 00:08:46 |
| 5    | Ignacio Casale       | Yamaha   | + 00:29:41 |

Autos
| Rang | Fahrer                                        | Fahrzeug   | Zeit       |
| ---- | --------------------------------------------- | ---------- | ---------- |
| 1    | Stéphane Peterhansel Jean Paul Cottret        | Mini       | 03:09:47   |
| 2    | Giniel De Villiers Dirk von Zitzewitz         | Toyota     | + 00:08:29 |
| 3    | Leonid Nowizki Andreas Schulz                 | Mini       | + 00:12:55 |
| 4    | Carlos Sousa Jean-Pierre Garcin               | Great Wall | + 00:13:39 |
| 5    | Lucio Ezequiel Álvarez Bernardo Rolando Graue | Toyota     | + 00:14:57 |

Lastwagen
| Rang | Fahrer                                                   | Fahrzeug | Zeit       |
| ---- | -------------------------------------------------------- | -------- | ---------- |
| 1    | Andrei Karginow Igor Dewjatkin Andrei Mokejew            | KAMAZ    | 03:33:27   |
| 2    | André de Azevedo Maykel Justo Jaromir Martinec           | Tatra    | + 00:20:14 |
| 3    | Hans Stacey Hans van Goor Bernard der Kinderen           | Iveco    | + 00:22:09 |
| 4    | Miki Biasion Michel Huisman Giorgio Albiero              | Iveco    | + 00:23:28 |
| 5    | Ilgisar Mardejew Wjatscheslaw Misjukajew Dmitri Sotnikow | KAMAZ    | + 00:24:38 |

### Etappe 14
Motorräder
| Rang | Fahrer                  | Fahrzeug | Zeit       |
| ---- | ----------------------- | -------- | ---------- |
| 1    | Pal Anders Ullevalseter | KTM      | 00:22:26   |
| 2    | Marc Coma               | KTM      | + 00:01:08 |
| 3    | Štefan Svitko           | KTM      | + 00:01:43 |
| 4    | Gerard Farrés           | KTM      | + 00:02:01 |
| 5    | Alessandro Botturi      | KTM      | + 00:02:11 |

Quads
| Rang | Fahrer               | Fahrzeug | Zeit       |
| ---- | -------------------- | -------- | ---------- |
| 1    | Tomas Maffei         | Yamaha   | 00:29:44   |
| 2    | Sergio Lafuente      | Yamaha   | + 00:00:49 |
| 3    | Alejandro Patronelli | Yamaha   | + 00:01:18 |
| 4    | Marcos Patronelli    | Yamaha   | + 00:01:47 |
| 5    | Ignacio Casale       | Yamaha   | + 00:04:17 |

Autos
| Rang | Fahrer                                | Fahrzeug   | Zeit       |
| ---- | ------------------------------------- | ---------- | ---------- |
| 1    | Robby Gordon Johnny Campbell          | Hummer     | 00:22:43   |
| 2    | Ricardo Leal Dos Santos Paulo Fiúza   | Mini       | + 00:00:21 |
| 3    | Krzysztof Holowczyc Jean-Marc Fortin  | Mini       | + 00:00:38 |
| 4    | Giniel De Villiers Dirk von Zitzewitz | Toyota     | + 00:01:28 |
| 5    | Carlos Sousa Jean-Pierre Garcin       | Great Wall | + 00:01:36 |

Lastwagen
| Rang | Fahrer                                                   | Fahrzeug | Zeit       |
| ---- | -------------------------------------------------------- | -------- | ---------- |
| 1    | Miki Biasion Michel Huisman Giorgio Albiero              | Iveco    | 00:27:22   |
| 2    | Ilgisar Mardejew Wjatscheslaw Misjukajew Dmitri Sotnikow | KAMAZ    | + 00:01:26 |
| 3    | Hans Stacey Hans van Goor Bernard der Kinderen           | Iveco    | + 00:01:43 |
| 4    | Andrei Karginow Igor Dewjatkin Andrei Mokejew            | KAMAZ    | + 00:02:30 |
| 5    | Artur Ardavichus Alexei Kuzmich Nurlan Turlubaev         | KAMAZ    | + 00:03:00 |

## Gesamtergebnis

### Motorräder
| Rang | Fahrer                  | Fahrzeug | Zeit       |
| ---- | ----------------------- | -------- | ---------- |
| 1    | Cyril Despres           | KTM      | 19:28:11   |
| 2    | Marc Coma               | KTM      | + 00:53:20 |
| 3    | Hélder Rodrigues        | Yamaha   | + 01:11:17 |
| 4    | Jordi Viladoms          | KTM      | + 01:40:56 |
| 5    | Štefan Svitko           | KTM      | + 01:47:28 |
| 6    | Pal Anders Ullevalseter | KTM      | + 02:11:56 |
| 7    | Gerard Farrés           | KTM      | + 02:14:22 |
| 8    | Alessandro Botturi      | KTM      | + 02:59:04 |
| 9    | Olivier Pain            | Yamaha   | + 03:17:50 |
| 10   | Felipe Zanol            | KTM      | + 03:25:56 |

### Quads
| Rang | Fahrer               | Fahrzeug | Zeit       |
| ---- | -------------------- | -------- | ---------- |
| 1    | Alejandro Patronelli | Yamaha   | 05:01:51   |
| 2    | Marcos Patronelli    | Yamaha   | + 01:20:17 |
| 3    | Tomas Maffei         | Yamaha   | + 02:14:21 |
| 4    | Ignacio Casale       | Yamaha   | + 06:09:23 |
| 5    | Sergio Lafuente      | Yamaha   | + 08:19:06 |
| 6    | Roberto Tonetti      | Yamaha   | + 12:43:38 |
| 7    | Lucas Bonetto        | Honda    | + 13:33:14 |
| 8    | Daniel Mazzucco      | Can-Am   | + 13:37:59 |
| 9    | Camélia Liparoti     | Yamaha   | + 14:15:10 |
| 101  | Barry Cruces         | Can-Am   | + 00:02:23 |

1 Aufgrund von Verstößen gegen das technische Reglement nicht gewertet

### Autos
| Rang | Fahrer                                        | Fahrzeug   | Zeit       |
| ---- | --------------------------------------------- | ---------- | ---------- |
| 1    | Stéphane Peterhansel Jean Paul Cottret        | Mini       | 14:56:46   |
| 2    | Nani Roma Michel Périn                        | Mini       | + 00:41:56 |
| 3    | Giniel De Villiers Dirk von Zitzewitz         | Toyota     | + 01:13:25 |
| 4    | Leonid Nowizki Andreas Schulz                 | Mini       | + 02:11:54 |
| 5    | Robby Gordon Johnny Campbell                  | Hummer     | + 02:16:53 |
| 6    | Lucio Ezequiel Álvarez Bernardo Rolando Graue | Toyota     | + 04:05:52 |
| 7    | Carlos Sousa Jean-Pierre Garcin               | Great Wall | + 04:30:24 |
| 8    | Ricardo Leal Dos Santos Paulo Fiúza           | Mini       | + 05:03:18 |
| 9    | Bernhar Ten Brinke Matthieu Baumel            | Mitsubishi | + 05:11:18 |
| 10   | Krzysztof Holowczyc Jean-Marc Fortin          | Mini       | + 06:59:38 |

### Lastwagen
| Rang | Fahrer                                                   | Fahrzeug    | Zeit       |
| ---- | -------------------------------------------------------- | ----------- | ---------- |
| 1    | Gerard de Rooy Darek Rodewald Tom Colsoul                | Iveco       | 21:20:47   |
| 2    | Hans Stacey Hans van Goor Bernard der Kinderen           | Iveco       | + 00:51:19 |
| 3    | Artur Ardavichus Alexei Kuzmich Nurlan Turlubaev         | KAMAZ       | + 01:47:45 |
| 4    | Andrei Karginow Igor Dewjatkin Andrei Mokejew            | KAMAZ       | + 05:01:10 |
| 5    | Ilgisar Mardejew Wjatscheslaw Misjukajew Dmitri Sotnikow | KAMAZ       | + 05:01:50 |
| 6    | Miki Biasion Michel Huisman Giorgio Albiero              | Iveco       | + 06:31:11 |
| 7    | Martin Kolomý René Kilián David Kilián                   | Tatra       | + 06:54:15 |
| 8    | André de Azevedo Maykel Justo Jaromir Martinec           | Tatra       | + 07:46:07 |
| 9    | Teruhito Sugawara Seiichi Suzuki                         | Hino Motors | + 10:39:24 |
| 10   | Pieter Versluis Jurgen Damen Harry Schuurmans            | MAN         | + 11:12:32 |

## Zwischenfälle
Am ersten Renntag verunglückte der argentinische Motorradrennfahrer Jorge Martinez Boero tödlich. Nach einem Sturz um 10:19 Uhr Ortszeit erlitt er zwei Kilometer vor Ende der Wertungsprüfung einen Herzstillstand und konnte nicht reanimiert werden.